# Betula hornei
Betula hornei là một loài thực vật có hoa trong họ Betulaceae. Loài này được E.J.Butler mô tả khoa học đầu tiên năm 1909.